# Гончиксумла, Самбын
Са́мбын Гончиксумла́ (монг. Сэмбийн Гончигсумлаа, 18 февраля 1915, Дзасагту-ханский аймак, Монголия — 25 февраля 1991, Улан-Батор, Монголия) — монгольский композитор, один из основоположников национальной композиторской школы, исполнитель на моринхуре и домре.

## Биография
С. Гончиксумла родился 18 февраля 1915 года в Дзасагту-ханском аймаке Монголии в местности «Высоко огороженный колодец» (монг. Ихэн хашаатын худаг; ныне сомон Улзийт аймака Баянхонгор). В 1928—1930 годах посещал начальную школу Баянзурх-уульского хошуна, в 1933—1937 — Иркутский ветеринарный техникум. Окончил музыкальную школу в Улан-Удэ До 1939 года работал ветеринаром в Южно-Гобийском аймаке, затем — переводчиком в Улан-Баторе и в 1940—1943 годах — композитором в столичном цирке. В 1943 году поступил в Московскую консерваторию, окончив её в 1950 году по классу Е. И. Месснера.С 1964 по 1983 — первый председатель Союза композиторов МНР. Народный артист МНР с 1975 года. Лауреат премии Ленинского комсомола (1961) и Государственной премии МНР (1985). Кавалер ордена Дружбы народов (1975). С 1950 года — руководитель улан-баторского Драматического театра им. Нацагдоржа.
Среди произведений Гончиксумлы — опера «Правда» (монг. Yнэн, 1952), написанная к 30-летию Монгольской революции, балеты «Секира» (1954, первый монгольский балет), «Батор Ганхуяг» (1960), «Праздник в удельном княжестве» (монг. Хөшөө наадам, 1967), «Верные друзья» (монг. Сунжидмаа, 1971), три симфонии (1964, 1970, 1982), концерт для фортепиано с оркестром, скерцо, поэма и сюита для оркестра, 24 прелюдии, романс и сонатина для фортепиано, хоры.
В своём творчестве Гончиксумла сочетал элементы народной песенной музыкальной культуры, европейской и русской советской музыки.